# Pops Yoshimura
Hideo Yoshimura, noto anche con lo pseudonimo di Pops (Fukuoka, 7 ottobre 1922 – 29 marzo 1995), è stato un imprenditore giapponese, preparatore di motociclette, proprietario di una squadra da corsa e produttore di accessori speciali per motociclette. È ricordato per i suoi legami con l'inizio delle gare di superbike e la fondazione della Yoshimura.
Nel 2000, è stato inserito nella AMA Motorcycle Hall of Fame.